# Arxiu Municipal del Districte de l'Eixample
L'Arxiu Municipal del Districte de l'Eixample (AMDE) és un dels centres que configuren l'Arxiu Municipal de Barcelona, juntament amb la resta d'arxius municipals de districte, l'Arxiu Històric de la Ciutat de Barcelona, l'Arxiu Municipal Contemporani de Barcelona, l'Arxiu Fotogràfic de Barcelona i els arxius centrals.

## Història
Entre 1990 i 1996, l'arxiu va estar ubicat a la Casa Elizalde, al carrer de València, 202. Posteriormeny, es va traslladar provisionalment, a les oficines municipals del Districte del carrer del Consell de Cent, 333, des d'on va ser traslladat a la seu del Districte del carrer d'Aragó, 311, inaugurada el 1995. Va romandre en aquest edifici fins al seu trasllat a la seu actual del carrer de Calàbria el 2011. Durant aquest període, els fons documentals van estar disseminats en set dipòsits diferents: als dos dipòsits d'arxiu situats a la planta segona del soterrani del Mercat de la Concepció (Aragó, 315); al dipòsit ubicat als baixos d'un edifici de la Gran Via, 732; un quart al primer pis d'un immoble del carrer de Padilla, 321, i tres més en diferents dependències de la seu del districte.
Des del 2011, té la seu a la planta subterrània dels equipaments situats al carrer de Calàbria, 38, que corresponen a l'antic cinema Waldorf Cinerama, adquirit per l'Ajuntament. Les instal·lacions disposen d'una sala de consulta per a deu persones, una sala de treball i dos dipòsits documentals amb una superfície total de 840 m² i amb 895 i 1.747 metres lineals de prestatgeries, respectivament, que permeten encabir unes 24.000 caixes d'arxiu.

## Fons
L'Arxiu Municipal del Districte de l'Eixample custodia i gestiona fons documentals municipals, fons privats i col·leccions. De manera similar a l'Arxiu Municipal del Districte de Ciutat Vella, conserva, majoritàriament, documentació administrativa de l'Ajuntament de la segona meitat del segle xx, ja que la documentació històrica sobre els orígens, l'evolució i la construcció de l'Eixample es troba a l'Arxiu Municipal Contemporani de Barcelona. El fons de l'Ajuntament de Barcelona està format per la documentació que genera el Consell Municipal del Districte de l'Eixample en l'exercici de les seves competències des del 1900 fins a l'actualitat, tot i que predomina la del període comprès entre el 1984 i el 2015.
Destaquen, per la seva magnitud i importància, les sèries documentals referides a l'obtenció de permisos municipals per dur a terme activitats industrials i obres menors o majors, atesa la rellevància demogràfica, econòmica i arquitectònica del Districte en el conjunt de la ciutat. Un exemple d'aquest tipus de documentació és l'expedient de la nova seu de l'Arxiu a l'Illa Waldorf. Conserva també documentació procedent de la Junta Municipal dels districtes IV i VI, del període del 1964 al 1979. Pel que fa als fonts privats, destaca la donació que la fotògrafa Rosa Feliu va fer del seu reportatge fotogràfic Eixample Monumental, realitzat el 1983. Es tracta d'un total de 3.072 negatius que retraten les façanes de la considerada part monumental de l'Eixample, aquella que delimiten els carrers Muntaner, passeig de Sant Joan, avinguda Diagonal, Gran Via de les Corts Catalanes i passeig de Gràcia. D'aquests negatius, 866 han estat positivats en paper, digitalitzats i són consultables al Catàleg en línia de l'Arxiu Municipal de Barcelona. Cal destacar també la donació de Maria Àngels Dodero, el 1999, de 17 fotografies en paper del seu avi, Enric Dodero, i que retraten escenes de la Barcelona de començaments del segle xx. Pel que fa als fons hemerogràfics, es conserven revistes i publicacions periòdiques editades a l'Eixample, provinents, en molts casos, d'associacions de veïns i entitats diverses dels seus barris.
| Agrupació documental | Tipologia     | Títol                            | Dates extremes                 | Volum             |
| -------------------- | ------------- | -------------------------------- | ------------------------------ | ----------------- |
| Fons municipals      | Contemporanis | Ajuntament de Barcelona          | 1900-2015                      | 1.735 m           |
| Fons privats         | Personals     | Rosa Feliu                       | 1983                           | 3.072 fotografies |
| Col·leccions         | Col·leccions  | Col·lecció de postals            | Cap a la dècada dels anys vint | 69 fotografies    |
| Col·leccions         | Col·leccions  | Col·lecció de positius de l'AMDE | 1902-1946                      | 41 fotografies    |
| Col·leccions         | Col·leccions  | Col·lecció de cartells de l'AMDE | 1985-2012                      | 502 cartells      |